# Diena
Diena (Dagen) er et lettisk-sproget dagblad fra Letland som udkom første gang den 23. november 1990. Diena blev privatiseret i 1993 og var ejet af Bonnier frem til 2009, hvor Diena og dets søsteravis Dienas Bizness blev solgt til en investorgruppe ejet af Jonathan og David Rowland. Den lettiske forretningsmand Viesturs Koziols erhvervede 51% af aktierne i Diena den 6. august 2010. Diena havde 18.277 abonnenter i december 2009, hvilket var en tilbagegang fra 26.866 i februar samme år og 41.471 i april 2000. Avisen skiftede fra berliner til kompaktformat i 2007. Avisens russiske udgave blev indstillet i 2000.